# Восточная армия (Япония)
Восточная армия (яп. 東部軍) — территориально-административная структура японской императорской армии, отвечавшая за оборону и поддержание порядка в восточной части собственно Японии.
Данная структура была создана 16 ноября 1923 года после Великого землетрясения Канто под названием Командование обороны Токио (яп. 東京警備司令部); это были гарнизонные части и территориальное ополчение, предназначенные для гражданской обороны и военной подготовки, а также для обороны районов Токио и Иокогамы.
1 августа 1935 года Командование обороны Токио было переименовано в Восточное оборонительное командование (яп. 東部防衛司令部), а 1 августа 1940 года — в Восточную армию. 1 февраля 1945 года она получила название Восточный армейский район (яп. 東部軍管区), на её базе был развёрнут 12-й фронт.
Восточная армия сыграла важную роль 15 августа 1945 года, когда майор Кэндзи Хатанака попытался устроить военный переворот, чтобы сорвать радиотрансляцию обращения императора с сообщением о капитуляции Японии. Командовавший в тот момент Восточной армией генерал Танака отказался поддержать Хатанаку, и приказал армии проигнорировать выпущенный Хатанакой «Стратегический приказ № 584», требовавший от Восточной армии захватить Императорский дворец Токио и занять там оборону. Вместо того, чтобы подавлять путч силой, Танака лично отправился в Императорский дворец и уговорил мятежников сдаться.
После капитуляции Японии структуры Восточной армии продолжали действовать ещё некоторое время, поддерживая порядок до прибытия оккупационных сил и осуществляя демобилизацию и роспуск Императорской армии.

## Список командного состава

### Командующие
|    | Имя                                   | С                | По               |
| -- | ------------------------------------- | ---------------- | ---------------- |
| 1  | Генерал Яманаси Хандзо                | 16 ноября 1923   | 20 августа 1924  |
| 2  | Генерал Синносукэ Кикути              | 20 августа 1924  | 2 марта 1926     |
| 3  | Фельдмаршал Нобуёси Муто              | 2 марта 1926     | 28 июля 1926     |
| 4  | Генерал Тоси Исомура                  | 28 июля 1926     | 10 августа 1928  |
| 5  | Генерал Сикатаро Кисимото             | 10 августа 1928  | 1 августа 1929   |
| 6  | Генерал-лейтенант Наотоси Хасэгава    | 1 августа 1929   | 22 декабря 1930  |
| 7  | Генерал-лейтенант Ясакити Хаяси       | 22 декабря 1930  | 29 февраля 1932  |
| 8  | Генерал-лейтенант Киёси Кихара        | 29 февраля 1932  | 18 марта 1933    |
| 9  | Генерал-лейтенант Нориюки Хаяси       | 18 марта 1933    | 5 марта 1934     |
| 10 | Генерал Гиити Ниси                    | 5 марта 1934     | 2 декабря 1935   |
| 11 | Генерал-лейтенант Кохэй Касии         | 2 декабря 1935   | 2 апреля 1936    |
| 12 | Генерал-лейтенант Коити Ивакоси       | 2 апреля 1936    | 2 августа 1937   |
| 13 | Генерал Котаро Накамура               | 2 августа 1937   | 23 июня 1938     |
| 14 | Генерал-лейтенант Бундзабуро Кавагиси | 23 июня 1938     | 1 декабря 1939   |
| 15 | Генерал-лейтенант Сиро Инаба          | 1 декабря 1939   | 15 октября 1941  |
| 16 | Генерал Сидзуити Танака               | 15 октября 1941  | 24 декабря 1941  |
| 17 | Генерал Котаро Накамура               | 24 декабря 1941  | 1 мая 1943       |
| 18 | Генерал Кэндзи Доихара                | 1 мая 1943       | 22 марта 1944    |
| 19 | Генерал Кэйсукэ Фудзиэ                | 22 марта 1944    | 9 марта 1945     |
| 20 | Генерал Сидзуити Танака               | 9 марта 1945     | 22 августа 1945  |
| 21 | Генерал Кэндзи Доихара                | 22 августа 1945  | 23 сентября 1945 |
| 22 | Генерал Кэндзо Китано                 | 23 сентября 1945 | 30 ноября 1945   |

### Начальники штаба
|    | Имя                                   | С                | По               |
| -- | ------------------------------------- | ---------------- | ---------------- |
| 1  | Генерал-лейтенант Синдзи Хата         | 17 ноября 1923   | 2 марта 1926     |
| 2  | Генерал-лейтенант Ятака Накаока       | 2 марта 1926     | 20 мая 1928      |
| 3  | Генерал-лейтенант Окииэ Усами         | 20 мая 1928      | 1 августа 1929   |
| 4  | Генерал-лейтенант Тораносукэ Хасимото | 1 августа 1929   | 1 августа 1931   |
| 5  | Генерал-майор Сёдзо Сима              | 1 августа 1931   | 18 марта 1933    |
| 6  | Генерал-лейтенант Камэдзо Суэтака     | 18 марта 1933    | 1 августа 1935   |
| 7  | Генерал-лейтенант Тодзи Ясуи          | 1 августа 1935   | 2 августа 1937   |
| 8  | Генерал Тэйити Ёсимото                | 2 августа 1937   | 20 июня 1938     |
| 9  | Генерал-лейтенант Рётаро Накаи        | 20 июня 1938     | 9 марта 1939     |
| 10 | Генерал-лейтенант Такума Нисимура     | 9 марта 1939     | 5 сентября 1940  |
| 11 | Генерал-лейтенант Харуки Исаяма       | 5 сентября 1940  | 28 июня 1941     |
| 12 | Генерал-майор Такуми Китадзима        | 28 июня 1941     | 29 сентября 1942 |
| 13 | Генерал-лейтенант Эйити Тацуми        | 30 сентября 1942 | 1 марта 1945     |
| 14 | Генерал-майор Тацухико Такасима       | 1 марта 1945     | 30 ноября 1945   |